# 서울동대문소방서
서울동대문소방서(서울東大門消防署, Seoul Dongdaemun Fire Station)는 서울특별시 동대문구를 관할하는 서울특별시 소방재난본부 산하의 소방서이다.
소방서장은 소방정으로 보한다.

## 조직
| - 소방행정과 - 소방행정팀 - 장비회계팀 - 홍보교육팀 | - 재난관리과 - 대응총괄팀 - 구조팀 - 구급팀 | - 예방과 - 예방팀 - 검사지도팀 - 위험물안전팀 | - 현장대응단 - 지휘팀 - 진압대 - 구조대 |

## 관할센터 및 관할구역
서울동대문소방서는 4개의 119안전센터와 1개의 현장대응단을 산하에 두고 있다.
| 명칭                        | 사진 | 주소                  | 관할구역                                   | 지역대 |
| --------------------------- | ---- | --------------------- | ------------------------------------------ | ------ |
| 서울동대문소방서 현장대응단 |      | 장한로 34 (장안동)    | 장안동, 답십리2동 단, 구조는 동대문구 일원 |        |
| 청량리119안전센터           |      | 왕산로 299 (청량리동) | 청량리동, 회기동, 이문동 일부              |        |
| 전농119안전센터             |      | 황물로 3 (전농동)     | 전농 1·2동, 답십리 1동                     |        |
| 용두119안전센터             |      | 왕산로 76 (용두동)    | 용신동, 제기동                             |        |
| 휘경119안전센터             |      | 망우로 106 (휘경동)   | 휘경동, 전농3동, 이문동 일부               |        |

## 사건사고
- 1994년 1월 27일에 화재를 진압하던 소방관이 소방차량에 끼어 순직하였다.[5]

## 같이 보기
- 대한민국 소방청
- 대한민국의 소방
- 대한민국 소방공무원